# Batllismo
Batllismo es el nombre dado a una corriente del Partido Colorado de Uruguay inspirada en las ideas y en la doctrina política creada por el político José Batlle y Ordóñez, quien fuera presidente en los períodos 1903-1907 y 1911-1915. 
El Batllismo nació tomando como centro una idea universalista de justicia social, con el Estado de Derecho como núcleo central y con un talante optimista propio del espíritu del "progreso" que recorría el mundo a principios del siglo XX detrás del empuje industrial. Impulsó y creó un Estado democrático, laico, de raíz liberal, pero con intervención en la seguridad social y el desarrollo económico, autodefinido y expresado con una metodología reformista, sustantivamente republicana, diferenciada de la revolución propuesta por sectores socialistas y el conservadorismo de otros sectores sociales.
Existen diferentes periodizaciones del batllismo. Algunos autores periodizan al batllismo desde 1911-1930, aunque existen otras caracterizaciones del período, como desde la primera presidencia de Batlle hasta el golpe de Estado de 1933. También este último período se suele referir como "primer batllismo", ubicando otros como el "neobatllismo" de Luis Batlle Berres, sobrino de Batlle y Ordóñez, desde 1947 hasta 1959.
Después de la dictadura cívico-militar, destacan los liderazgos y presidencias de Julio María Sanguinetti y de Jorge Batlle Ibáñez. Respectivamente, los líderes de los sectores batllistas Foro Batllista y Lista 15, el primero con un énfasis más socialdemócrata y el otro más liberal en lo económico.

## Origen

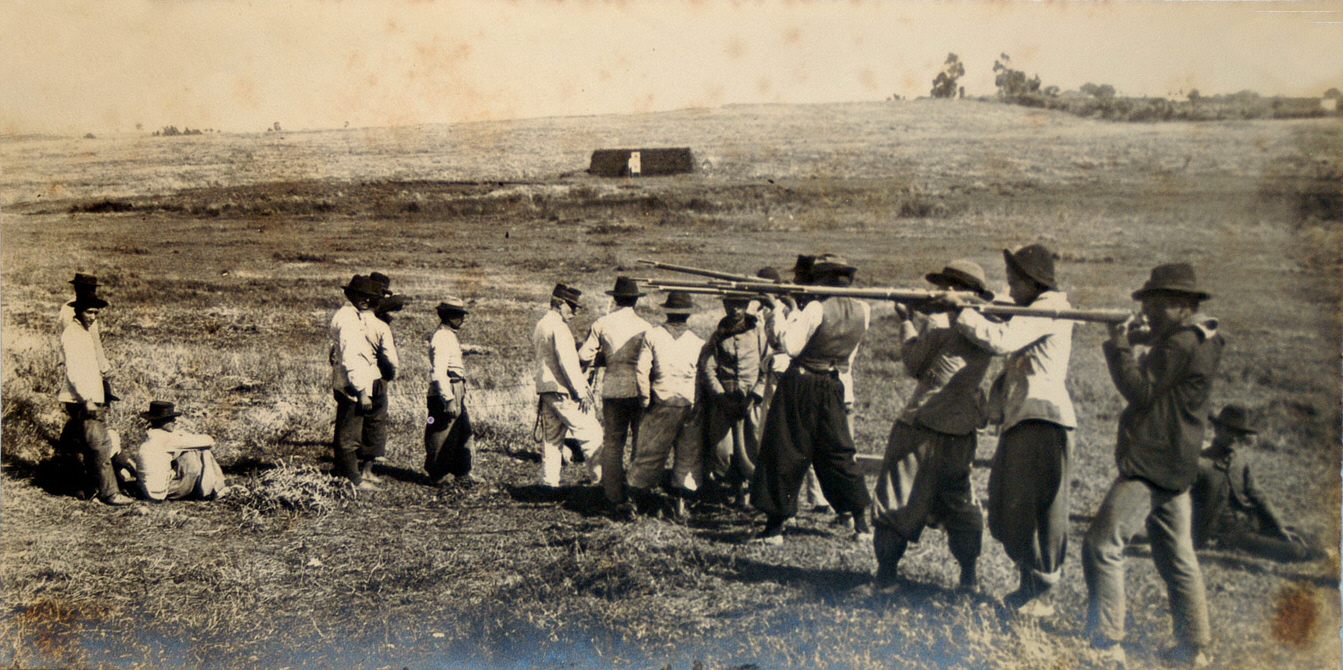
Soldados blancos durante la Revolución de 1897.

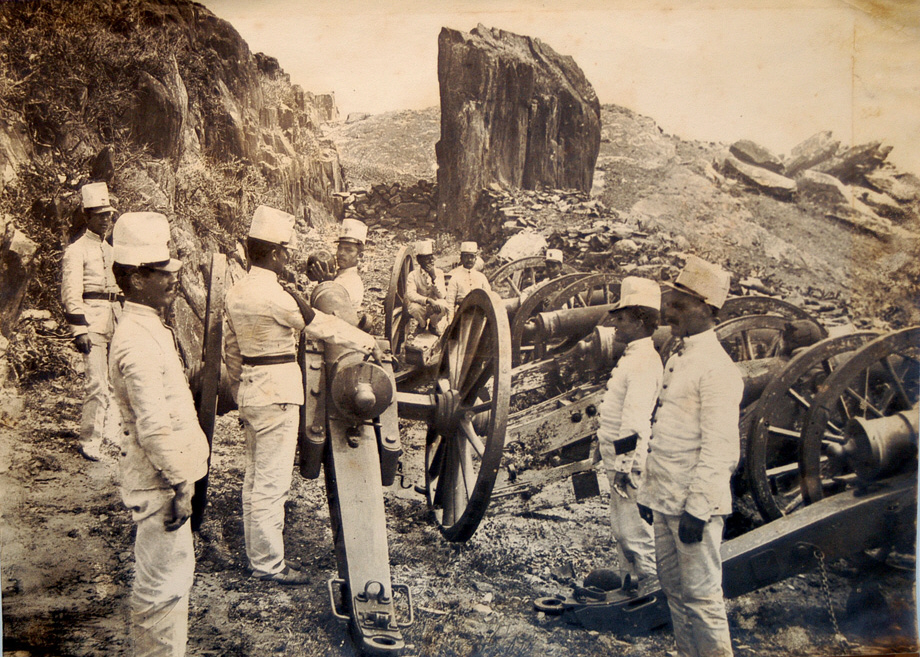
Unidad de artillería del gobierno durante la Revolución de 1904.

El batllismo de Batlle significó la consolidación histórica del Partido Colorado, consolidado en 1865 tras la victoria de la Cruzada Libertadora de Venancio Flores. Aunque muchos batllistas sostengan que el movimiento, dada su fuerte impronta reformista, significó una ruptura con la tradición colorada, el propio Batlle y Ordóñez se consideró un continuador “De las gloriosas tradiciones de la Defensa”. Sin embargo, la ruptura con los elementos esenciales del coloradismo fue notoria. Un ejemplo de esto fue el rechazo a la Influencia Directriz de Julio Herrera y Obes. 
Además, el Batllismo significó el dominio final del elemento urbano e intelectual sobre el Uruguay indudablemente rural y caudillesco del siglo XIX y principios del siglo XX, dominado por el Partido Nacional, que dio su última batalla en la denominada Revolución de 1904, en la que fallecería el indiscutido líder rural del Partido Nacional, Aparicio Saravia, finalizando de una vez y para siempre las constantes rebeliones rurales que pusieron en jaque a los sucesivos gobiernos uruguayos del siglo XIX.
Aunque tal vez más que ningún otro movimiento político formado en Uruguay, el Batllismo estuvo inspirado y dirigido por un líder carismático, es un error –en el que han caído con demasiada frecuencia los batllistas- hacer de Batlle y Ordóñez un iluminado que cambió la realidad con el solo peso de su pensamiento. El Batllismo, como ya se ha señalado, significó la continuidad de una tendencia que tenía largos antecedentes en la historia del Uruguay y que, en algunas de sus pautas esenciales, fue acompañado no solo por los colorados no batllistas y por la naciente izquierda marxista, sino incluso por una amplia corriente del Partido Nacional.[cita requerida]

## Ideas

### Antecedentes
En más de una ocasión José Batlle y Ordoñez afirmó que el libro que más influencia ejerció sobre su pensamiento fue El curso sobre el Derecho Natural, de Heinrich Ahrens.El krausismo llegó a Hispanoamérica a partir de España. En la década de 1840, España envió al académico Julián Sanz del Río a un viaje de exploración intelectual a Alemania, importante centro de esa disciplina.En la ciudad de Bruselas, Sanz del Río se entrevistó con Ahrens, discípulo del filósofo Karl Krause, quien lo instruyó en el pensamiento krausista con el que retornó a Madrid.
El krausismo percibe una relación muy cercana entre Estado y Derecho, basados en la razón humana.Así, por ejemplo, Ahrens destaca entre las funciones del Estado el «asegurar el equilibrio y la armonía de los diferentes actores de la vida social, garantizar el desarrollo autónomo de las esferas que lo tienen asegurado, y promover y apoyar positivamente la acción en las esferas que lo tienen asegurado, y promover y apoyar positivamente la acción en las esferas que serían por ellas mismas impotentes […]».El autor afirma que esto esta función es crucial para lograr una sociedad bien ordenada, libre y solidaria.Análogamente, su maestro, Krause, opina: «El Estado, como la forma exterior de justicia, debe asegurar a los ciudadanos las condiciones para cumplir libremente la totalidad de su destino […]».Además, la idea del progreso de Krause, donde el cambio histórico conduce al bien supremo y el género humano puede dividirse entre innovadores y conservadores parece haber inspirado la visión filosófica de Batlle.La concepción krausista del progreso estaba llena de propuestas concretas las cuales logran componer, como notó Alejandro Atchugarry, «un proyecto político, construido sobre la base de una visión armónica de los roles del Estado, la sociedad y el individuo».

### Ideas
En 1913 Batlle y Ordóñez publicó unos apuntes en los que expresaba sus ideas para la creación de lo que él consideraba como un «país moderno». Este documento y la larga prédica periodística realizada en el diario "El Día" –que él mismo fundó– constituyen la base teórica del Batllismo y revelan sus fundamentos filosóficos, basados en el pensamiento de teóricos como Karl Krause, Heinrich Ahrens o Paul Janet. 
Fue mérito de Batlle, y en especial de sus continuadores (Claudio Williman, Baltasar Brum, José Serrato, Juan Campisteguy, Gabriel Terra, Alfredo Baldomir, entre muchos otros), el mantener el modelo en lo primordial, pese a retrocesos conocidos popularmente como “El alto de Viera” –detención de las reformas durante la presidencia de Feliciano Viera– o derrotas circunstanciales (como la pretensión de instaurar un Poder Ejecutivo Colegiado), a través de 30 años de intensa vida política, en muchos de los cuales el Batllismo hubiese carecido de las mayorías parlamentarias que hubiese necesitado.
Cuando Batlle y Ordóñez falleció en 1929, Uruguay era un país esencialmente distinto al de 1903, cuando accedió por primera vez a la presidencia. Una sociedad fuertemente laica, integrada con aspectos principales de la economía en manos del Estado, con una legislación social notablemente avanzada, una notable extensión de la enseñanza y un sistema electoral depurado que, pese a sus limitaciones y defectos, permitió que el país transitara en paz durante 30 años. Y todo esto sólo durante las dos presidencias de José Batlle y Ordóñez (1903 – 1907, 1911 – 1915), a lo que se debe sumar una gran labor posterior de sus continuadores, así como de legisladores nacionalistas y socialistas, entre otros. 
El Batllismo tuvo sus limitaciones, algunas fueron evidentes para sus forjadores, otras se fueron revelando a través del tiempo. Entre las primeras, la más notable (y de ella fue consciente el propio Batlle y Ordóñez) fue la omisión de una Reforma Agraria que racionalizara y modernizara la tenencia de la tierra, omisión hecha en gran parte por la debilidad del batllismo en el medio rural. Esto provocó que el Estado batllista estuviese precariamente sostenido en un sistema productivo extensivo y primario, en un país que siguió siendo básicamente agroexportador.

## Visión batllista de la economía

### Visión de José Batlle y Ordóñez

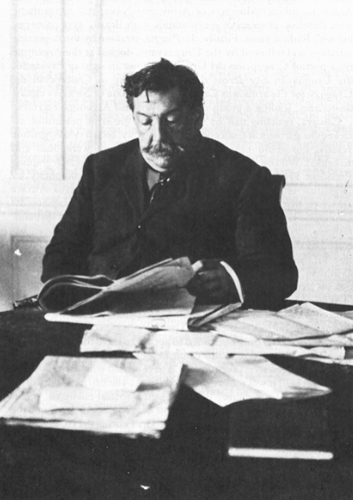
José Batlle y Ordóñez en su escritorio.

Al respecto de la visión batllista de la economía, el contador Luis Faroppa, en una conferencia de un ciclo destinado a conmemorar el cincuentenario de Batlle y Ordóñez titulada «El pensamiento económico de José Batlle y Ordóñez», manifestó lo siguiente: «No es posible encontrar ninguna publicación ni documento que explicite cuál fue realmente el proyecto económico batllista».Sin embargo, suele entenderse el fundamento ético-filosófico de la política económica batllista —empresas públicas gobernadas por normas de derecho público, monopolios estatales, georgismo, rechazo al impuesto de los ingresos netos personales, legislación laboral, proteccionismo comercial— dentro de la corriente filosófica del krausismo.
José Batlle y Ordóñez fue un político de acción, no un ideólogo. En consecuencia, la base teórica del batllismo en materia económica está implícita en su accionar, y tiene como premisa fundamental la renta.Por tanto, la clave del igualitarismo batllista consiste en el abatimiento de la renta.Así, en el ámbito de la tierra, al igual que el economista estadounidense Henry George, José Batlle y Ordóñez tuvo la misma propensión en cuanto a gravar la renta del suelo.Entendiendo que el aumento gradual de la población llevaría a una mayor demanda en alimentos, el terrateniente solo dejaría que alguien cultive su tierra mientras experimenta un aumento de su renta; por lo que gravar esta renta no penalizaría la producción ni el trabajo.
Pero Batlle percibía la renta con un alcance más vasto que el de Henry George, quien se concentró en la tierra.En la visión de Batlle, la empresa pública tiene como fin hacer que la comunidad se apropie de la renta de las actividades industriales, comerciales y financieras, que para él equivalía a su ingreso neto contable.De tal modo, al estatizar una empresa o una industria, la comunidad se apropia de la renta que percibían los accionistas de la empresa y los usa en su propio interés, ya fuera transfiriendo la empresa estatal sus ganancias al tesoro público, ya fuera vendiendo sus productos de la empresa más baratos, o mediante una combinación de ambos métodos.En la constitución de 1919 se daría una estructura a los entes autónomos que atribuyó a los directorios fragmentos del poder público, dentro de una organización regida por el derecho: las empresas no serían ya «del Estado», sino que «formarían parte del Estado».
La lógica batllista de que los beneficios económicas en su época tienen una naturaleza rentística —que las ganancias de una actividad económica provienen principalmente de la apropiación de rentas, en lugar de la producción de valor agregado a través del esfuerzo, la innovación o el trabajo productivo— sirvió como un fundamento para continuar las políticas de protección arancelaria.Mientras que en materia impositiva, la búsqueda de igualdad social del batllismo rechazó el impuesto a los ingresos netos, o «impuesto a la renta de las personas físicas» —entendiéndose aquí «renta» como sinónimo de «ingresos»—.Batlle y Ordóñez se expresó al respecto calificando este impuesto como un «impuesto al trabajo».
En el ámbito monetario, Batlle y Ordóñez se caracterizó por una inicial ortodoxia monetaria del patrón oro.Ante la crisis que experimentó el BROU en 1913 con una corrida bancaria, Batlle no impuso la inconvertibilidad, como varias veces hizo el Estado uruguayo durante el siglo XIX, sino que ratificó lo resuelto por el directorio del ente estatal: cesar la concesión de nuevos préstamos y buscar el pago de los deudores.Sin embargo, el inicio de la Primera Guerra Mundial en 1914 llevó al fin del patrón oro internacional.En agosto de 1914 Uruguay dispuso la inconvertibilidad de los billetes del BROU por un plazo que se fue renovando hasta 1922, cuando se resolvió que la inconversión duraría hasta nuevo aviso, pero nunca llegó pasando a un peso con flotación sucia.

## El Batllismo posterior a Batlle y Ordóñez
La corriente batllista dentro del Partido Colorado ha continuado, con matices, hasta el presente. Sus continuadores inmediatos fueron por un lado, Claudio Williman, José Serrato, Juan Campisteguy, quienes finalmente se unieron al  dictador Gabriel Terra y por el otro, Baltasar Brum y Luis Batlle Berres. 
Precisamente, fue Luis Batlle Berres, sobrino de Batlle y Ordóñez, quien lideró el sector batllista más importante del Partido Colorado. En las elecciones de 1946 fue elegido Vicepresidente de la República, acompañando a Tomás Berreta. Asumió la Presidencia de la República a la muerte de Berreta el 2 de agosto de 1947, desarrollando una corriente política que recibió el nombre de neobatllismo. Entre sus más entusiastas militantes se destacaba un grupo conocido como los jóvenes turcos, que integraban Zelmar Michelini, Teófilo Collazo, Guzmán Acosta y Lara, Norberto Sanguinetti, Tabaré Hackenbruch y Julio María Sanguinetti.
A su muerte, en 1964, el partido quedó profundamente dividido y sin un liderazgo claro. La línea batllista fue continuada por el Foro Batllista y políticos como Julio María Sanguinetti, Zelmar Michelini, Aquiles Lanza, Hugo Batalla, Amílcar Vasconcellos, Renán Rodríguez, Manuel Flores Mora, Enrique Tarigo y Manuel Flores Silva. Sin embargo, esta corriente resultó derrotada en las elecciones de 1966 y de 1971, cuando triunfaron facciones más conservadoras lideradas por Óscar Gestido, Jorge Pacheco Areco y Juan María Bordaberry. El batllismo volvió a triunfar en las elecciones de 1984 y Elecciones generales de Uruguay de 1994, cuando accedió a la presidencia Julio María Sanguinetti.
Con vistas a las elecciones de 2019 se conforma una nueva agrupación, Batllistas, que recibió el beneplácito del expresidente Sanguinetti.

## Véase
- José Batlle y Ordóñez
- Luis Batlle Berres
- Jorge Batlle Ibáñez
- Julio María Sanguinetti
- Anarcobatllismo
- Riverismo
- Sosismo
- Vierismo
- Foro Batllista
- Batllistas
- Lista 15
- Lista 14
- Uruguay en la Primera Guerra Mundial